# Porn
Pure Obsessions and Red Nights (également connu sous le nom de Porn jusqu'en 2021), est un groupe de metal et rock industriel français, originaire de Lyon, en Rhône-Alpes

## Biographie

### Débuts (1999-2002)
En 1999, Philippe Deschemin, alors étudiant en psychologie et sociologie à Grenoble, décide de créer son propre groupe de musique, fortement influencé par The Cure, Bauhaus et Nine Inch Nails. À la question du choix du nom du groupe, Philippe Deschemin répondra à l'époque : « Parce que c'est le bruit que fera mon poing en percutant ton crâne ». Le message ne sera pas seulement sexuel mais aussi intellectuel. Ce sera aussi un moyen de choquer et d'interpeller la société. 
Le premier concert du groupe aura lieu fin 1999 à Marseille (L'Incassable celluloïde). Le groupe enregistre sa première démo en 2000. Avec les titres Soft Machine - Porn Machine, Recycle et Still. Le son est déjà influencé par Nine Inch Nails. Francis Zegut, qui a découvert et soutenu des groupes comme Venom et Metallica en France, repère le groupe et diffuse pour la toute première fois le titre Soft Machine - Porn Machine sur RTL2 en 2000. En 2001, le groupe s'installe à Lyon, recrute Lyric aux machines, et enregistre une nouvelle démo en 2002. Ce sera la première démo officielle du groupe, qui les popularisera.

### Call Me Superfurryet pause (2003–2006)
En 2003, ils sont contactés par le label Slalom Music. En 2004, le premier album du groupe Glitter, Danger and Toyboyz sort en France,. Il est relativement bien accueilli par la presse spécialisée ; pour Jean-François Micard, rédacteur en chef de D-Side, « Porn a tout compris ! Ce groupe place très haut la barre pour toute la génération à venir. » Pour T.M, journaliste à Rock Mag, « les titres présents sur cet album sont tout simplement parfaits. » Pour Schisophrenia, rédacteur en chef de Metalorgie, « Porn nous domine et ouvre les portes à une sorte de masochisme sonore, les adeptes peuvent d’ores et déjà commencer à serrer les dents. »
L'année suivante, en 2005, le groupe sort un EP Call Me Superfurry qui comprend une reprise de Blondie Call Me. Pour Karine Durand, journaliste de Rock One, « après le succès d'un premier album très remarqué à l'étranger, Porn s'annonce comme la révélation rock de cette nouvelle année. » Le groupe déjà repéré en Allemagne par un premier album, sort une compilation regroupant des titres issus du premier album et de cet EP en Europe via le label berlinois Ausfahrt (distribution Sony music) en 2005. Le groupe démarre une tournée qui passera par l'Allemagne en compagnie du groupe ASP, et finira en France au Kao en compagnie des allemands Oomph!. 
En 2006, le label australien Electricult (distribution MGM) signe avec le groupe pour l'Océanie. Durant l'été le groupe prépare l'enregistrement de son deuxième album, Weapons of Mass Seduction, qui ne sera jamais terminé. Le groupe est dissous à cette période[réf. nécessaire].

### From the Void to the Infinite(2009–2014)
Octobre 2009 marque le retour de Porn sur scène. La composition du groupe a complètement changé. Des premières années, seuls Philippe Deschemin et Hugues Berard (le bassiste) ont survécu. Deux nouveaux guitaristes ont pris place sur scène : Zinzin et Mehdi Desoeuvre. Le groupe reprend ses standards et expérimente trois nouveaux titres sur scène durant la tournée 2009-2010 : Not With a Bang, In the Wrong Lane et Duty Dance with Death. Le groupe mettra des extraits vidéos de ces morceaux sur internet. Philippe Deschemin accorde plusieurs entretiens en 2009, notamment à Elegy, Zyva Magazine, Itineraire Bis, Zillo et Promo Fabrikk en Allemagne. De ces entretiens, on apprend que l'ambiance globale de ce nouvel album est beaucoup plus sombre, sans l'ambiance glam des débuts. Le groupe semble s'enfoncer dans un « réalisme sombre ». On apprend grâce à des interviews que le groupe est dissous par Philippe Deschemin. On apprend qu'il a exercé des activités de DJ et de producteur.
Le groupe sort le 5 janvier 2010 une compilation intitulée A Decade in Glitter and Danger, dont Philippe Deschemin souligne que : « cette compilation représente le passé et qu'elle n'a pas vocation à accueillir l'avenir » . Un clip est réalisé par Clément Dumas et David Montcher pour illustrer le morceau The Fee. En août 2010, le groupe met à disposition (téléchargement libre) une reprise de The Cure : Lullaby. Ce morceau est enregistré et mixé par Philippe Deschemin, les guitares sont jouées par Mehdi Desoeuvre. Ce titre pré-figure le son du Porn nouveau. 
En mai 2011, le groupe met en téléchargement libre sur son site le morceau Love Like War premier single de l'album à venir. Dans un communiqué de presse on apprend que le tournage d'un clip est en préparation. L'album, enregistré au studio Interzone, voit le jour en octobre 2011, suivi d'une vidéo illustrant le morceau Love Like War. Cette vidéo est réalisée par Thomas Blanchard et Quentin Dumas. Quelques mois plus tard, Quentin Dumas réalisera une vidéo, à partir d'image live des concerts de la tournée précédente pour illustrer le titre In the Wrong Lane. 

### Deconstructet travaux littéraire (2014–2016)
En 2014, Philippe Deschemin publie un premier roman d'anticipation qui s'annonce comme une trilogie : Contoyen. L'ouvrage est préfacé par Normand Baillargeon. Durant cette période, Philippe Deschemin publiera également deux nouvelles d'anticipation. En 2015, le groupe publie Deconstruct, une compilation de remixes de leur morceaux et de reprises de The Cult, Beatles, et The Cure.
En janvier 2016, le groupe annonce qu'il est en train d’enregistrer son nouvel album. Le 27 juillet 2016 sort le teaser du clip de Call Me. Le clip sera publié quelques jours après.  En 2016, le groupe partage quelques dates de concert en compagnie des américains Christian death[réf. nécessaire]. 

### Trilogie Mr. Strangler(2017–2020)
En juin 2017, Philippe Deschemin publie le premier album de son projet parallèle, An Erotic End of Times. En juillet 2017, le groupe annonce via sa page Facebook la sortie son troisième album pour le 20 octobre en Europe et le 1er décembre en Amérique. L'album s'intitule The Ogre Inside, en référence à l'Ogre du dedans, concept développé dans le premier roman d'anticipation de Philippe Deschemin, Contoyen (2014). Le style musical se fait plus sombre et lugubre, plus lourd et gothique. Dans la foulée, le groupe rejoint l'écurie de l'agence de booking International Booking Department aux côtés de KMFDM, Front Line Assembly, Die Krupps ou encore Laibach. 
Plusieurs vidéo-clips sont tournés pour la promotion de l'album : Sunset of Cruelty, You Will Be the Death of Me (tourné en Suisse), The Ogre Inside (tourné à Los Angeles). Des EP de remixes accompagnent la sortie des vidéo-clips et mettent à contribution des groupes comme Aura Shred, Heartlay, An Erotic End of Times, et Thot.
Fin 2018, le groupe entame le The Ogre inside Tour en Europe, tournée incluant plusieurs dates avec Lord Of the Lost.
Le 22 février 2019, le groupe sort le deuxième album de la trilogie Mr. Strangler, intitulé The Darkest of Human Desires, Act II. L'album explore le concept de laisser libre cours à ses désirs les plus sombres, le plus sombre d'entre eux étant le meurtre. L'album a été accompagné d'une petite tournée à travers la France.
Le 9 mars 2020, le groupe a sorti la troisième et dernière partie de la trilogie Mr. Strangler, intitulée No Monsters in God's Eyes, Act III. L'album raconte les derniers instants de M. Strangler avant son exécution sur une chaise électrique. Son message final dit que Dieu considère chaque humain comme égal et qu'à ses yeux, il n'y a pas de monstres.

### Mr. Strangler's Last Words, The Stranglings et Trilogie The Night(2020–2024)
Le 25 septembre 2020, le groupe a publié Mr. Strangler's Last Words, qui est un album de remixes et contient plusieurs chansons de "No Monsters in God's Eyes", remixées par des artistes tels que Combichrist, The Anix, Stabbing Westward et Chris Vrenna. Il contient également plusieurs chansons inédites de l'ensemble de la trilogie Mr. Strangler.
Début 2021, Philippe Deschemin annonce la sortie prochaine d'un nouvel album intitulé We Are The Stranglings. L'album est sorti le 21 mars 2021. Il raconte l'histoire d'une secte énigmatique créée par Mr. Strangler, devenu messie, peu après sa mort. Dirigée par The Guide, elle voyageait de ville en ville, rejointe par des personnes qui cherchaient à fuir le monde moderne pour une nouvelle vie. L'album poursuit ainsi directement l'histoire de M. Strangler, même après sa mort. Musicalement, l'album est un mélange de chansons rock dramatiques et de ballades acoustiques. Il a été mixé par Chris Vrenna, collaborateur de longue date.
L'album suivant, intitulé Let Your Obsessions Run Wild, est sorti le 22 avril 2022. Il présente un style plus inspiré des années 80, s'éloignant du son rock caractéristique du groupe au profit d'un son plus électronique et axé sur les synthétiseurs. L'album raconte l'histoire de M. Strangler à moitié revenu d'entre les morts, piégé dans un monde entre la vie et la mort, aidant les gens qui sont dans le désespoir.
Le 5 mai 2023, le groupe sort Heirs of The Red Nights, la deuxième partie de la trilogie The Night. Cet album a été entièrement écrit, produit et composé par Philippe Deschemin, le leader du groupe. L'album continue d'utiliser un son électronique, l'album étant décrit comme Darkwave/IndustrialRock. 
En 2024 sort le dernier album de la Night Trilogy : Nightbreed. Toujours au sonorités darkwave et Synthpop inspirés des années 80. 
La Night Trilogy a beneficié de trois video-clip : Don't let the Night die in vain, Sadie wants the Night et The devil in their dreams. Les 3 vidéos on été tourné du côté de Zurich par VD Pictures ( Lord of the lost, Powerwolf, Mono Inc).
En 2025 le groupe embarque pour le Nightbreed Tour une tournée qui passera par la France, l'Allemagne et l'Espagne.

## Discographie

### Albums studio
- 2004 : Glitter Danger and Toy Boyz
- 2011 : From the Voïd to the Infinite
- 2017 : The Ogre Inside - Act I
- 2019 : The Darkest of Human Desire - Act II
- 2020 : No Monsters in God's Eyes - Act III
- 2020: Mr. Strangler's Last Words
- 2021: The Stranglings
- 2022: Let Your Obsessions Run Wild
- 2023: Heirs of the Red Nights
- 2024: NightBreed

### EP
- 2005 : Call Me Superfurry
- 2012 : Love Like War
- 2017 : Sunset of Cruelty
- 2017 : Inside the Ogre Inside
- 2017 : She holds my will
- 2017 : Close the window
- 2018 : Dream on ( Reprise de Aerosmisth + remixes )
- 2024: She knows me

### Autres
- 2010 : Lullaby X (single, reprise de The Cure)
- 2010 : The Fee (single + clip)
- 2010 : A Decade in Glitter and Danger (compilation)
- 2011 : This is the Beginning of the End X ( Single, reprise de la chanson des Nine Inch Nails)
- 2015 : Deconstruct (remixes et reprises)